# League of Ireland 2007
Die League of Ireland 2007 war die 87. Spielzeit der höchsten irischen Fußballliga. Sie begann am 9. März 2007 und endete am 9. November 2007. Titelverteidiger war Shelbourne FC.
Drogheda United gewann zum ersten Mal die Meisterschaft. Aufsteiger waren der Meister der First Division Shamrock Rovers und Galway United als Dritter. Dem Zweiten Dundalk FC wurde dagegen der Aufstieg verwehrt.

## Modus
Die zwölf Mannschaften spielten jeweils dreimal gegeneinander. Jedes Team absolvierte dabei 33 Saisonspiele. Der Tabellenletzte stieg direkt in die First Division ab, während der Elftplatzierte in die Relegation musste.

## Vereine
| Verein                        | Wappen                        | Stadt     | Stadion                          | Kapazität |
| ----------------------------- | ----------------------------- | --------- | -------------------------------- | --------- |
| Bohemians Dublin              | Bohemians Dublin              | Dublin    | Dalymount Park                   | 7.955     |
| Bray Wanderers                | Bray Wanderers                | Bray      | Carlisle Grounds                 | 3.250     |
| Cork City                     | Cork City                     | Cork      | Turners Cross                    | 8.985     |
| Derry City                    | Derry City                    | Derry     | Brandywell Stadium               | 7.700     |
| Drogheda United               | Drogheda United               | Drogheda  | Hunky Dorys Park                 | 2.000     |
| Galway United                 | Galway United                 | Galway    | Terryland Park                   | 5.000     |
| Longford Town                 | Longford Town                 | Longford  | Flancare Park                    | 6.850     |
| Shamrock Rovers               | Shamrock Rovers               | Dublin    | Tallaght Stadium                 | 5.947     |
| Sligo Rovers                  | Sligo Rovers                  | Sligo     | The Showgrounds                  | 5.500     |
| St Patrick’s Athletic         | St Patrick’s Athletic         | Dublin    | Richmond Park                    | 5.340     |
| University College Dublin AFC | University College Dublin AFC | Dublin    | UCD Bowl                         | 3.000     |
| Waterford United              | Waterford United              | Waterford | Waterford Regional Sports Centre | 5.000     |

## Abschlusstabelle
| Pl. | Verein                        | Sp. | S  | U  | N  | Tore    | Diff. | Punkte |
| --- | ----------------------------- | --- | -- | -- | -- | ------- | ----- | ------ |
| 1.  | Drogheda United               | 33  | 19 | 11 | 3  | 048:240 | +24   | 68     |
| 2.  | St Patrick’s Athletic         | 33  | 18 | 7  | 8  | 054:290 | +25   | 61     |
| 3.  | Bohemians Dublin              | 33  | 16 | 10 | 7  | 035:170 | +18   | 58     |
| 4.  | Cork City                     | 33  | 15 | 10 | 8  | 044:320 | +12   | 55     |
| 5.  | Shamrock Rovers (N)           | 33  | 14 | 9  | 10 | 036:260 | +10   | 51     |
| 6.  | Sligo Rovers                  | 33  | 12 | 5  | 16 | 034:450 | −11   | 41     |
| 7.  | Derry City (P)                | 33  | 8  | 13 | 12 | 030:310 | −1    | 37     |
| 8.  | Galway United (N)             | 33  | 7  | 14 | 12 | 028:350 | −7    | 35     |
| 9.  | Bray Wanderers                | 33  | 8  | 10 | 15 | 030:480 | −18   | 34     |
| 10. | University College Dublin AFC | 33  | 7  | 10 | 16 | 031:440 | −13   | 31     |
| 11. | Waterford United              | 33  | 7  | 9  | 17 | 023:470 | −24   | 30     |
| 12. | Longford Town 1               | 33  | 9  | 8  | 16 | 034:490 | −15   | 29     |

Platzierungskriterien: 1. Punkte – 2. Tordifferenz – 3. geschossene Tore

| (M) | Amtierender irischer Meister         |
| (P) | Amtierender irischer Pokalsieger     |
| (N) | Neuaufsteiger aus der First Division |

## Kreuztabelle
| Hinrunde (Runden 1–22) | Hinrunde (Runden 1–22) | Hinrunde (Runden 1–22) | Hinrunde (Runden 1–22) | Hinrunde (Runden 1–22) | Hinrunde (Runden 1–22) | Hinrunde (Runden 1–22) | Hinrunde (Runden 1–22) | Hinrunde (Runden 1–22) | Hinrunde (Runden 1–22)        | Hinrunde (Runden 1–22) | Hinrunde (Runden 1–22) | 2007                          | Rückrunde (Runden 23–33) | Rückrunde (Runden 23–33) | Rückrunde (Runden 23–33) | Rückrunde (Runden 23–33) | Rückrunde (Runden 23–33) | Rückrunde (Runden 23–33) | Rückrunde (Runden 23–33) | Rückrunde (Runden 23–33) | Rückrunde (Runden 23–33) | Rückrunde (Runden 23–33)      | Rückrunde (Runden 23–33) | Rückrunde (Runden 23–33) |
| ---------------------- | ---------------------- | ---------------------- | ---------------------- | ---------------------- | ---------------------- | ---------------------- | ---------------------- | ---------------------- | ----------------------------- | ---------------------- | ---------------------- | ----------------------------- | ------------------------ | ------------------------ | ------------------------ | ------------------------ | ------------------------ | ------------------------ | ------------------------ | ------------------------ | ------------------------ | ----------------------------- | ------------------------ | ------------------------ |
| Drogheda United        | St Patrick’s Athletic  | Bohemians Dublin       | Cork City              | Shamrock Rovers        | Sligo Rovers           | Derry City             | Galway United          | Bray Wanderers         | University College Dublin AFC | Waterford United       | Longford Town          | Verein                        | Drogheda United          | St Patrick’s Athletic    | Bohemians Dublin         | Cork City                | Shamrock Rovers          | Sligo Rovers             | Derry City               | Galway United            | Bray Wanderers           | University College Dublin AFC | Waterford United         | Longford Town            |
|                        | 2:0                    | 1:0                    | 2:2                    | 0:2                    | 3:0                    | 2:1                    | 2:2                    | 4:1                    | 3:2                           | 3:0                    | 1:1                    | Drogheda United               |                          | –                        | –                        | 2:1                      | –                        | 1:0                      | 1:0                      | –                        | 1:1                      | 0:1                           | –                        | –                        |
| 1:0                    |                        | 0:0                    | 1:1                    | 2:1                    | 3:1                    | 2:1                    | 1:2                    | 3:1                    | 1:1                           | 3:0                    | 4:2                    | St Patrick’s Athletic         | 0:0                      |                          | 0:1                      | –                        | 5:0                      | –                        | –                        | –                        | 4:2                      | –                             | 4:1                      | –                        |
| 0:0                    | 2:0                    |                        | 2:1                    | 2:1                    | 1:0                    | 0:0                    | 1:1                    | 2:0                    | 0:0                           | 1:0                    | 5:0                    | Bohemians Dublin              | 1:1                      | –                        |                          | –                        | 0:2                      | 3:0                      | –                        | 2:0                      | –                        | 2:0                           | –                        | 0:0                      |
| 0:0                    | 1:0                    | 2:1                    |                        | 0:0                    | 1:2                    | 1:1                    | 0:0                    | 2:2                    | 4:1                           | 2:0                    | 2:0                    | Cork City                     | –                        | 0:1                      | 0:1                      |                          | 1:0                      | –                        | –                        | 0:0                      | –                        | –                             | –                        | 3:2                      |
| 1:2                    | 0:0                    | 0:0                    | 2:0                    |                        | 1:0                    | 1:1                    | 1:0                    | 1:0                    | 2:0                           | 2:0                    | 2:0                    | Shamrock Rovers               | 0:2                      | –                        | –                        | –                        |                          | 0:0                      | –                        | 4:0                      | –                        | –                             | 0:0                      | 0:1                      |
| 0:2                    | 0:4                    | 2:1                    | 4:1                    | 2:0                    |                        | 0:2                    | 1:1                    | 3:0                    | 1:0                           | 1:1                    | 2:1                    | Sligo Rovers                  | –                        | 2:3                      | –                        | 0:1                      | –                        |                          | 0:0                      | –                        | –                        | 2:1                           | 1:2                      | –                        |
| 0:1                    | 0:1                    | 0:0                    | 1:4                    | 1:0                    | 4:1                    |                        | 0:0                    | 1:0                    | 0:1                           | 1:1                    | 3:1                    | Derry City                    | –                        | 1:0                      | 1:2                      | 1:2                      | 1:1                      | –                        |                          | –                        | 3:0                      | 0:0                           | –                        | –                        |
| 2:3                    | 0:1                    | 0:1                    | 1:2                    | 1:1                    | 0:2                    | 1:1                    |                        | 0:1                    | 0:0                           | 1:2                    | 1:1                    | Galway United                 | 1:1                      | 0:1                      | –                        | –                        | –                        | 2:0                      | 1:0                      |                          | –                        | 2:1                           | –                        | 2:1                      |
| 1:2                    | 0:0                    | 1:0                    | 1:1                    | 0:2                    | 2:0                    | 1:1                    | 0:1                    |                        | 2:1                           | 2:1                    | 1:3                    | Bray Wanderers                | –                        | –                        | 0:3                      | 1:1                      | 3:0                      | 2:1                      | –                        | 1:1                      |                          | –                             | –                        | –                        |
| 0:1                    | 2:2                    | 1:0                    | 0:1                    | 0:0                    | 0:2                    | 1:1                    | 2:2                    | 2:0                    |                               | 3:0                    | 2:2                    | University College Dublin AFC | –                        | 0:3                      | –                        | 1:2                      | 2:4                      | –                        | –                        | –                        | 1:1                      |                               | 2:1                      | 0:1                      |
| 1:1                    | 2:1                    | 0:1                    | 1:0                    | 0:2                    | 1:2                    | 0:1                    | 1:0                    | 1:2                    | 1:3                           |                        | 2:1                    | Waterford United              | 1:1                      | –                        | 0:0                      | 0:3                      | –                        | –                        | 2:1                      | 0:0                      | 0:0                      | –                             |                          | –                        |
| 0:1                    | 1:2                    | 3:0                    | 1:2                    | 0:3                    | 0:1                    | 0:0                    | 0:3                    | 1:1                    | 1:0                           | 1:0                    |                        | Longford Town                 | 1:2                      | 2:1                      | –                        | –                        | –                        | 1:1                      | 3:1                      | –                        | 1:0                      | –                             | 1:1                      |                          |

## Relegation
Der Elfte spielte gegen den Playoff Sieger der First Division. Gespielt wurde am 20. und 23. November 2007.
|            | Gesamt |                  | Hinspiel | Rückspiel |
| ---------- | ------ | ---------------- | -------- | --------- |
| Finn Harps | 6:3    | Waterford United | 3:0      | 3:3       |